# Stenebyen
Stenebyen is een plaats in de Noorse gemeente Sola, provincie Rogaland. Stenebyen telt 644 inwoners (2007) en heeft een oppervlakte van 0,42 km².